# Distretto di Cluj
Il distretto di Cluj (in romeno Județul Cluj) è uno dei 41 distretti della Romania, ubicato nella regione storica della Transilvania con 679 141 abitanti. Confina con i distretti di Sălaj, Maramureș, Bistrița-Năsăud, Mureș, Alba e Bihor. Il capoluogo è il municipio di Cluj Napoca.

## Stemma

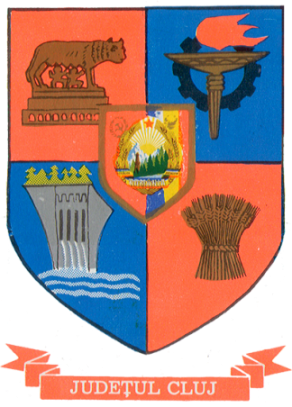
Stemma del distretto nella Repubblica Socialista di Romania

Lo stemma del distretto è in uso dal 2006 ed è stato pubblicato sul Monitorul Oficial numero 190 del 28 febbraio 2006. Consiste in uno scudo triangolare con angoli arrotondati diviso in quattro. Nel quarto superiore a sinistra, su sfondo d'oro, è rappresentata la lupa capitolina, dono dello stato italiano nel 1920 che rappresenta le colonie fondate dall'Impero Romano presenti nel distretto. A destra, su sfondo blu, è raffigurata una corona di grano che ricorda il vecchio emblema del distretto. Nel quarto inferiore a sinistra su sfondo blu c'è un libro aperto che simboleggia la cultura e la scienza. Infine, a destra su sfondo d'oro ci sono i leoni che simboleggiano l'unione dei tre principati di Moldavia, Valacchia e Transilvania e simbolo già presente nel sigillo di Mihai Viteazul.

## Società

### Evoluzione demografica
Evoluzione demografica
Secondo i dati del censimento 2002 la popolazione è così suddivisa dal punto di vista etnico:
| Etnia       | Abitanti | %     |
| ----------- | -------- | ----- |
| Rumeni      | 557 891  | 79,39 |
| Ungheresi   | 122 301  | 17,40 |
| Rom         | 19 834   | 2,82  |
| Tedeschi    | 944      | 0,13  |
| Altre etnie | 1 785    | 0,25  |

Nei seguenti comuni la popolazione ungherese rappresenta la maggioranza: Săvădisla (51%), Suatu (51%), Moldovenești (58%), Unguraș (60%), Sâncraiu (75%), Izvoru Crișului (80%) e Sic (96%).
La comunità rom è presente in particolare rilevanza nei seguenti comuni: Cojocna (19,7%), Fizeșu Gherlii (16,5%), Cămărașu (15,4%) e Bonțida (15,3%).

## Centri principali
| Centro                    | Abitanti |
| ------------------------- | -------- |
| Cluj-Napoca               | 286 598  |
| Florești                  | 52 735   |
| Turda                     | 43 319   |
| Dej                       | 31 475   |
| Câmpia Turzii             | 20 590   |
| Apahida                   | 17 239   |
| Baciu                     | 13 922   |
| Gilău                     | 8 980    |
| Huedin                    | 8 069    |
| Dati del 1º dicembre 2021 |          |

## Struttura del distretto
L'attuale suddivisione amministrativa è in vigore dal 1968 con l'applicazione della legge 2/68 come continuazione della Regione di Cluj.
Il distretto è composto da 3 municipi, 3 città e 74 comuni.

### Municipi
- Cluj-Napoca
- Dej
- Turda
- Câmpia Turzii
- Gherla

### Città
- Huedin

### Comuni
- Aghireșu
- Aiton
- Aluniș
- Apahida
- Așchileu
- Baciu
- Băișoara
- Beliș
- Bobâlna
- Bonțida
- Borșa
- Buza
- Căianu
- Călățele
- Cămărașu

- Căpușu Mare
- Cășeiu
- Cătina
- Câțcău
- Ceanu Mare
- Chinteni
- Chiuiești
- Ciucea
- Ciurila
- Cojocna
- Cornești
- Cuzdrioara
- Dăbâca
- Feleacu
- Fizeșu Gherlii

- Florești
- Frata
- Gârbău
- Geaca
- Gilău
- Iara
- Iclod
- Izvoru Crișului
- Jichișu de Jos
- Jucu
- Luna
- Măguri-Răcătău
- Mănăstireni
- Mărgău
- Mărișel

- Mica
- Mihai Viteazu
- Mintiu Gherlii
- Mociu
- Moldovenești
- Negreni
- Panticeu
- Pălatca
- Petreștii de Jos
- Ploscoș
- Poieni
- Râșca
- Recea-Cristur
- Săcuieu
- Săndulești

- Săvădisla
- Sâncraiu
- Sânmartin
- Sânpaul
- Sic
- Suatu
- Tritenii de Jos
- Tureni
- Țaga
- Unguraș
- Vad
- Valea Ierii
- Viișoara
- Vultureni

## Economia

### Turismo
- Monti Apuseni
- Miniera di sale di Turda
- Cheile Turzii

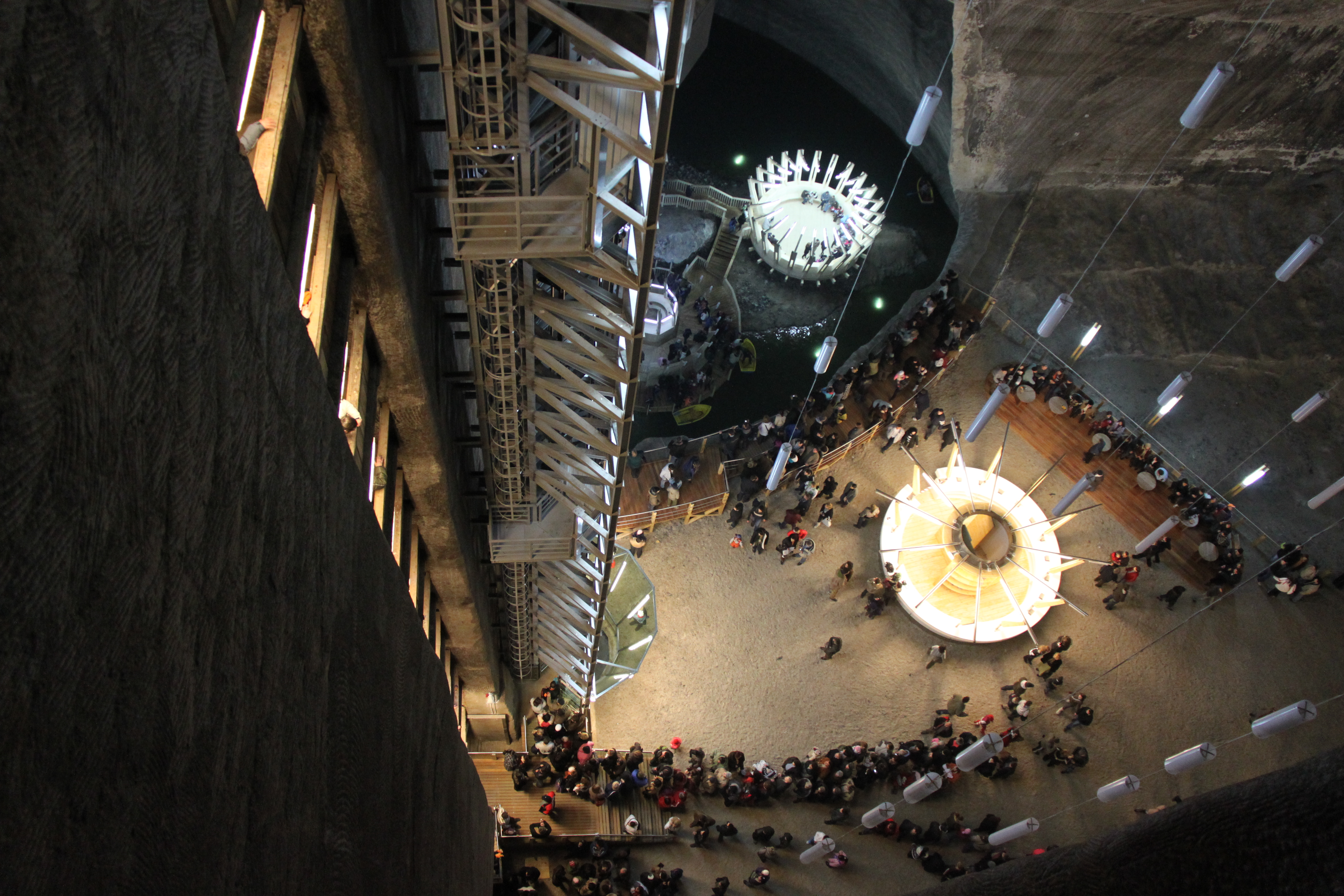
Miniera di sale di Turda

- laghi salati a Dej, Cojocna, Turda